# Robert Vaughn
Robert Vaughn (n. 22 noiembrie 1932 - d. 11 noiembrie 2016) a fost un actor american de film.

## Filmografie
- 1958 Teenage Cave Man, regia Roger Corman
- 1968 Bullitt, regia Peter Yates
- 1977 Sămânța demonului (Demon Seed), regia Donald Cammell
- 1979 Vestul sălbatic (The Wild West), regia Laurence Joachim
- 1980 Virus, regia Kinji Fukasaku
- 1980 Bătălie peste stele (Battle Beyond the Stars)
- 1981 S.O.B., regia Blake Edwards
- 1989 Transylvania Twist
- 2004 Escrocii (Hustle, serial TV)